# Великий Йемен

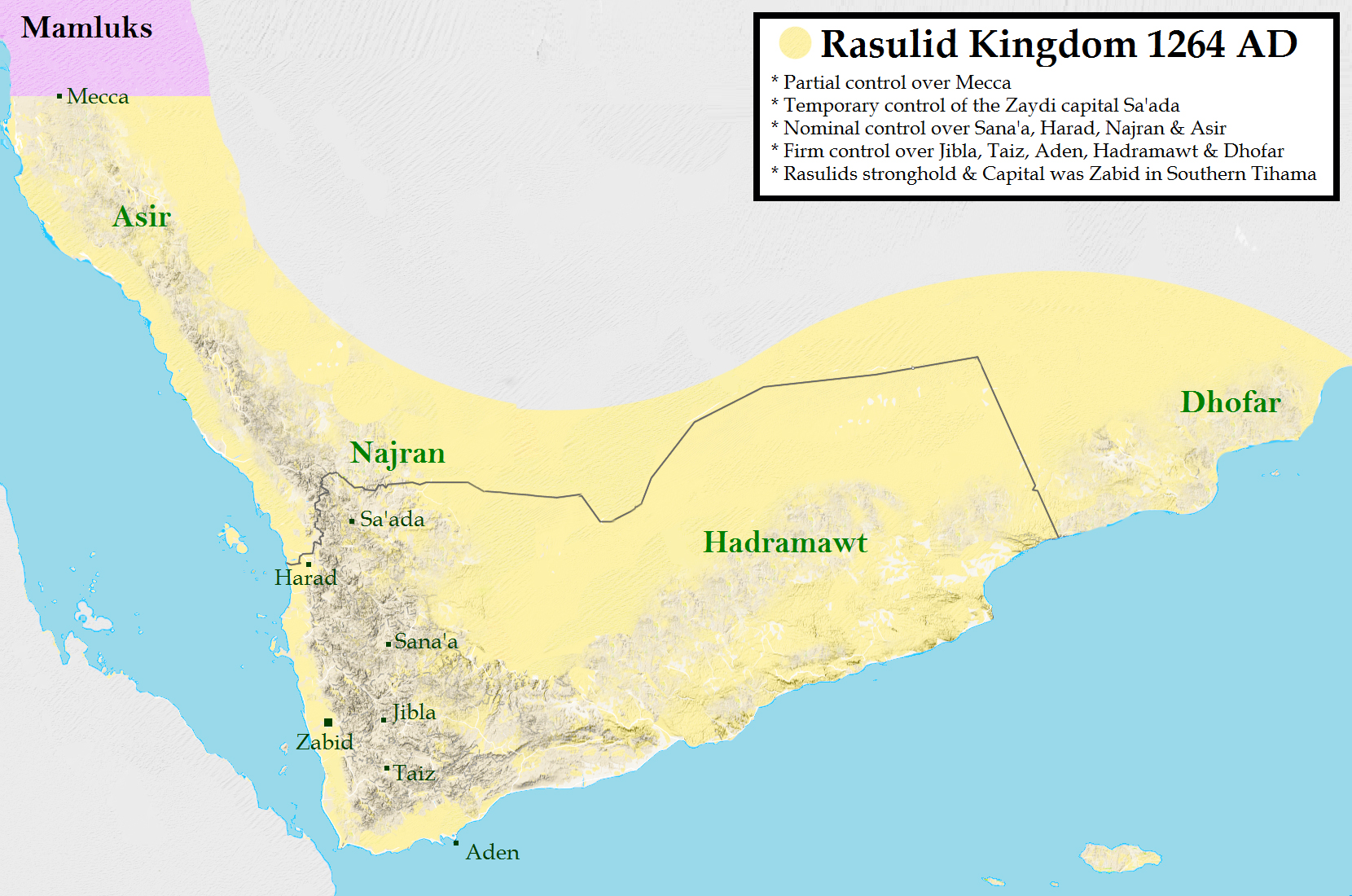
Государство Расулидов около 1264 года

Великий Йемен (араб. اليمن الكبرى) — термин политической географии, подразумевающий современный Йемен и некоторые прилегающие к нему территории Саудовской Аравии (Асир, Джизан, Наджран, ряд островов в Красном море) и некоторые районы оманской провинции Дофар, и рассматривающий их как единое целое.
Стремление объединить названные территории в единое государство обосновывается существованием в XIII—XV веках йеменского государства династии Расулидов, а также Имамата зейдитов в XVII—XVIII веках, включавших большую часть «Великого Йемена».
В XX веке имам Яхья бен Мухаммед Хамид-ад-Дин начал процесс объединения всех йеменских исторических территорий, однако ему это не удалось.